# Гравья
Гравья́ (греч. Γραβιά «узкое ущелье») — деревня в Греции. Расположена на высоте 400 метров над уровнем моря, между горами Гьоной и Парнасом, на правом берегу Кифисоса, в 22 километрах к северу от Дельф, в 17 километрах к северу от Амфисы, в 25 километрах к югу от Ламии и в 137 километрах к северо-западу от Афин. Входит в общину (дим) Дельфы в периферийной единице Фокиде в периферии Центральной Греции. Население 604 жителя по переписи 2011 года. Площадь 25,829 квадратного километра.
К западу от деревни проходит национальная дорога 27 Амфиса — Бралос, часть европейского маршрута E65.

## Постоялый двор в Гравье
Постоялый двор в Гравье (Χάνι της Γραβιάς) — знаменитая гостиница, за которую произошла битва, которая стала символом героизма в первые годы Греческой революции 1821 года. Постоялый двор расположен у подножия вершины Еролекас (Γερολέκας), относящейся к Парнасу, на северном выходе из теснины Амблиани (Άμπλιανη), между Парнасом и Гьоной. После смерти Афанасия Дьяка после битвы при Аламане вожди Центральной Греции Панурьяс и Янис Диовуньотис встретились на вершине для того, чтобы остановить продвижение Омера Вриони и Кёсе Мехмеда, которые с армией из восьми тысяч человек двигались к Амфисе. Затем Одиссей Андруцос прибыл с 120 мужчинами. Было решено, что главные силы во главе с Панурьясом и Диовуньотисом должны занять позиции справа и слева от прохода, а Андруцос будет оборонять путь через гостиницу. С ним остались Яннис Гурас и ещё сотня человек. Турецкая разведка подошла ранним утром 8 мая 1821 года, а к полудню защитники Гравьи отбили три атаки. Во второй половине дня турки попытались провести ещё одну атаку, но отступили с большими потерями. После заката турецкие генералы приказали остановить штурм постоялого двора и послали за пушкой в Ламию. Ночью защитники гостиницы смогли пробиться и уйти. Они оставили только двух погибших в постоялом дворе во время дневных атак, в то время как потери турок достигли 423 человек. Оборона Гравьи положительно повлияла на освободительную войну, которая только начиналась, и в то же время помешала планам турецких генералов захватить Амфису.

## Население
| Год  | Население, человек |
| ---- | ------------------ |
| 1991 | 730                |
| 2001 | 699                |
| 2011 | ↘ 604              |